# Sara Algotsson Ostholt
Sara Anneli Algotsson Ostholt (Kristvalla, 8 de diciembre de 1974) es una jinete sueca que compitió en la modalidad de concurso completo. Está casada con el jinete alemán Frank Ostholt, y su hermana Linda también compitió en hípica.
Participó en cuatro Juegos Olímpicos de Verano, entre los años 2004 y 2020, obteniendo una medalla de plata en Londres 2012, en la prueba individual. Ganó tres medallas en el Campeonato Europeo de Concurso Completo entre los años 2013 y 2021.

## Palmarés internacional
| Juegos Olímpicos   | Juegos Olímpicos      | Juegos Olímpicos  | Juegos Olímpicos |
| Año                | Lugar                 | Medalla           | Categoría        |
| ------------------ | --------------------- | ----------------- | ---------------- |
| 2012               | Londres (Reino Unido) | Medalla de plata  | Individual       |
| Campeonato Europeo |                       |                   |                  |
| Año                | Lugar                 | Medalla           | Categoría        |
| 2013               | Malmö (Suecia)        | Medalla de plata  | Por equipos      |
| 2017               | Strzegom (Polonia)    | Medalla de plata  | Por equipos      |
| 2021               | Avenches (Suiza)      | Medalla de bronce | Por equipos      |